# Преследователь (фильм, 2008)
Преследователь (кор. 추격자, Чхугёкча, другое название — «Охотник») — южнокорейский триллер 2008 года, дебют в полнометражном кино режиссёра На Хончжина.

## Сюжет
Раньше Чунхо служил в элитном подразделении полиции Сеула. Теперь он обыкновенный сутенёр, но в целом доволен жизнью, если бы только его девочки по вызову не сбегали так часто. Какие же они неблагодарные! Он выдаёт им авансы, жёстко разбирается с клиентами-извращенцами, создаёт все условия для работы, но терпит убытки.
Однажды Чунхо замечает странную закономерность: всех беглянок заказывали с одного и того же телефонного номера. Его последняя девушка, Мичжин, как раз уехала к этому клиенту. Чунхо не знает адреса, а связь с Мичжин обрывается. Он должен найти подонка, который, как он считает, продаёт его сотрудниц.
По странному стечению обстоятельств найти преступника — зловеще-невозмутимого маньяка-убийцу — оказывается легко. Но найти ещё не значит остановить. Начинается «гонка на выживание» — жизнь девушки и её ребёнка зависит от того, кто первым найдёт последнюю жертву — маньяк, полиция или сам Чунхо.

## Награды и номинации
- 2009 — премия Asian Film Awards за лучший монтаж, а также номинации за лучшую мужскую роль (Ха Чон У), лучшая работа специалиста (На Хончжин).